# Joan Salaia

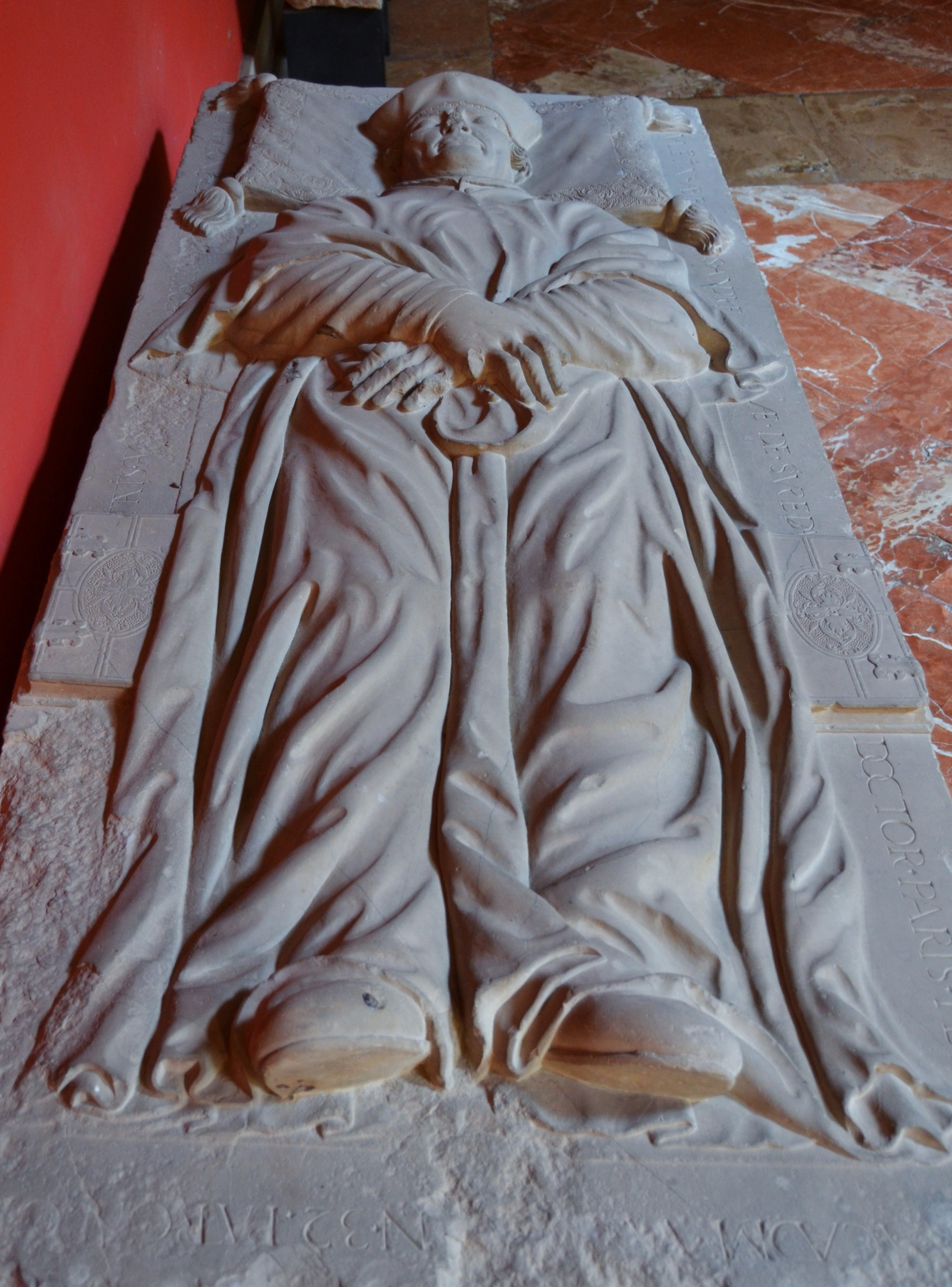
Lastra funerària del doctor Joan de Salaia, Museu de Belles Arts de València.

Joan Llorenç de Salaia (València, ca. 1490 - València, 5 de desembre de 1558) fou un filòsof, físic, matemàtic, cosmòleg i teòleg valencià, pertanyent a l'escola nominalista inspirada per John Mair, que des de París mantingué una forta influència en el pensament europeu en els primers decennis del segle xvi.

## Biografia
Fill de Joan de Salaia i Orfresina de Salaia, pertanyents al grup social dels ciutadans honrats o a la baixa noblesa, neix a València, en data imprecisa, però que es pot situar entre 1485 i 1490. Inicia prompte els estudis d'Humanitats a la seva ciutat, en els que hauria destacat, i potser mitjançant un familiar o protector, mou a París al voltant de 1504, per continuar-los; i potser l'acompanya com a criat, i com a company d'estudis després, Juan Martínez Silíceo. Entre 1504 i 1509 estudia Arts en el col·legi de Montaigu, on és possible que assistís a les classes de John Mair, i fou alumne dels deixebles d'aquell, Gaspar Lax i Jan Dullaert; i en el darrer any obté el grau de llicenciat i el mestratge en Arts. En 1509/1510 es trasllada al col·legi de Coqueret de París com a lector de Filosofía fins a l'any 1515, on ensenya Lògica i Filosofia natural i moral, entra en contacte amb les tesis dels calculatores del col·legi Merton d'Oxford, i té com a deixebles, entre d'altres, a Francisco de Vitoria i a Domingo de Soto.
Simultàniament, a partir de l'any 1515, regeix la càtedra de Filosofia del col·legi de Santa Bàrbara, també a París; estudia Teologia fins a obtenir la llicenciatura el 24 de maig de 1522, i un mes després, el 21 de juny, el doctorat; i publica nombrosos opuscles sobre lògica, filosofia natural i moral, i comentaris a les obres d'Aristòtil, Petrus Hispanus i Porfiri, que amb anterioritat havia explicat en les seves classes.
El 1517 ja era clergue i tenia un benefici a la catedral de València; i en la seva estada a París, segons ell, aconseguí una dignitat eclesiàstica i la vicaria general d'alguns bisbats francesos, que li reportaven més de 1000 escuts anuals.
El 1525, quan torna a València per a visitar la família, possiblement ja havia mantingut correspondència per a ocupar el càrrec de rector de la Universitat i una càtedra de Teologia. Així, durant els mesos de juny a setembre negocia amb els jurats de la ciutat les condicions per a quedar-se: rector perpetu i catedràtic vitalici de Teologia, amb dues classes diàries donant lliçons de les tres vies, de sant Tomàs, reals i nominals, per un sou de 200 lliures; i els jurats demanen a Carles V, per la seva banda, una canongia de la Seu que el rei té per a mitigar la despesa, i al mateix temps, eliminen set càtedres. El 3 d'octubre és nomenat rector i catedràtic, i el 18 jura el càrrec.
Durant els primers quatre anys de docència, les lliçons de Teologia que explicava a les classes foren impreses en quatre llibres, i aquests foren les darreres obres publicades per Salaia. Com a catedràtic de Teologia mantingué la seva obra com a llibre de text, i alguns anys sols donava una hora diària de classe, fins a l'any 1549, en què una reestructuració de la Facultat, l'anà apartant progressivament de les classes, en benefici de joves docents que passaren a regir les noves càtedres que anaren dotant-se.
Com a rector, la seva excepcional situació al front de la Universitat durant més de trenta anys ens permet veure una evolució, des d'un període inicial d'entusiasme i d'una important activitat inspirada en les seves experiències parisenques, que el portaren a intentar crear un col·legi adscrit a la Universitat (Col·legi de l'Estudi), fins a arribar a una situació més passiva i rutinària, més preocupat per mantenir el control que per impulsar les activitats intel·lectuals. El seu eclecticisme front les diverses escoles permetrà la reforma de la Universitat, desapareixent el nominalisme i iniciant una evolució cap a l'aristotelisme en filosofia i cap al tomisme en teologia. I tot i que inicialment frena l'accés d'un destacat erasmista a la docència, Pere Joan Olivar, el 1528, amb posterioritat l'humanisme anà progressivament introduint-se a la Universitat: l'hel·lenista Miquel Jeroni Lledesma (1531), el ciceronià Llorenç Valentí (1533), l'erasmista Francesc Decio (1535), entre d'altres.
El 1533 és nomenat procurador de l'abat del monestir de Benifassà per a acudir a les Corts que se celebraren a Montsó. Traslladat a Montsó, participa en les distintes sessions fins a la clausura de les Corts el 22 de desembre. En les mateixes Corts el rei el nomena abat del monestir de Sant Andreu de Sureda, on sols estarà ocasionalment per a prendre possessió efectiva del càrrec i resoldre alguns assumptes ineludibles a la dignitat. Eixa absència de la docència i desatenció al carrer de rector propiciarà una revocació del seu mandat vitalici i les condicions inicials per les autoritats valencianes (1537), pretensió que no prosperaria, per haver guanyat a la ciutat el plet posat per Salaia.
L'hel·lenista Pere Joan Nunyes, segons refereix Gaspar Escolano en la seva primera Decada, a qui han seguit altres cronistes, responsabilitza Salaia de la desaparició dels vestigis romans de la ciutat per tal d'evitar tot rebrot de gentilitat. Aquesta acusació, per falta de documentació, ja fou qüestionada per Villanueva.
Estant malalt, atorga testament el 31 d'octubre de 1558, i un mes després, el 5 de desembre, mor. Fou soterrat l'endemà davant l'altar major de l'església del convent de la Concepció de València, també anomenat de la Puritat, en el qual estava de monja la seva germana Anna.

## Pensament
Salaia és un element important de l'escola hispano-escosesa iniciada per John Mair, que des de París promou un nominalisme moderat i eclèctic. En física, ajuda a popularitzar les idees dels matemàtics medievals del col·legi Merton d'Oxford, els Calculatores, especialment important per al moviment del cos, la velocitat i l'acceleració dels fenòmens. El seu nominalisme el porta a defensar la teoria de l'ímpetu seguint Jean Buridan i Nicolau Oresme; defensa com Escot la univocitat de l'ésser respecte a Déu; i tot i ser un admirador de Tomàs d'Aquino, no comparteix el principi d'individuació. En tot cas manté una certa independència de criteri en tota la seva obra.
Com a teòleg publica uns comentaris als quatre llibres de Sentències de Pere Llombard, on resumeix cada sentència, aporta les opinions dels realistes, nominalistes i Tomàs d'Aquino, i acaba subscrivint la interpretació nominalista i refusant les altres. D'aquesta postura clarament nominalista, pròpia del període parisenc i dels inicis de la seva vida a València, Salaia evoluciona cap al tomisme.

## Obra
- Expositio in primum tractatum Summularum magistri Petri Hispani[28][29] o Expositio in primum tractatum Summularum magistri Petri Hispani nuperrime impressa, et quam diligentissime ab eodem sue integritati restituta.[30]
- Dialecticae introductiones[31] o Dialectice introductiones, sive Termini magistri Joannis de Celaya, Valentini cum nonnullis, magistri Joannis Ribeyro Ulyxbonensis, sui discipuli, additionibus, recenter impresse, et per eundem sue integritati restitute.[32]
- Insolubilia et obligationes magistri Joannis de Celaya, Valentini.[33]
- Magna exponibilia, magistri Joannis de Celaya, Valentini cum parviis ejusdem, nuperrime impressa atque ab eodem sue integritati restituta.[34]
- Magnae suppositiones, magistri Joannes de Celaya, Valentini.[35] o Magnae suppositiones, magistri Joannes de Celaya, Valentini, cum parvis ejusdem a magistro Johanne Ribeyro novissime castigate sueque integritati restitute et de novo Cadomi impresse.[36]
- Expositio in librum Predicamentorum Aristotelis, cum questionibus ejusdem, secundum viam triplicem beati Thome, realium et nominalium.[35] o Expositio in in librum Predicamentorum Aristotelis, cum questionibus ejusdem, secundum viam triplicem beati Thome, realium et nominalium, novissime accuratiori lima revisa, cum nonnullis additionibus pro lucidiori intelligentia vie nominalium Joannis Quintini Hedui ejus discipuli.[37]
- Expositio magistri Johannis de Celaya, Valentini, in librum Predicabilium Porphyrij cum questionibus ejusdem secundum triplicem viam beati Thome, realium et nominalium.[38]
- Expositio magistri Iohannis de Celaya valentini in libros priorum Aristotelis cum eiusdem divinorum tractatus[39]
- Expositio in libros Posteriorum Aristotelis, cum quaestionibus secundum varias doctorum sententias, beati Thomae, Scoti, Ockham, Gregorii de Arimino et aliorum doctorum nominalium.[40]
- Expositio in libros Aristotelis de generatione et corruptione cum quaestionibus.[41]
- Expositio in octo libros physicorum Aristotelis cum quaestionibus, secundum triplicem viam beati Thomae realium et nominalium.[42]
- Expositio in quatuor libros de coelo et mundo Aristotelis cum quaestionibus.[43]
- Aurea expositio clarissimi artiu et theologie professoris magistri Joannis de Celaya valentini, doctoris Parisiêsis In decem libris Ethicorum Aristotelis Argyropilo bysantio traductore, cum questionibus atque dubiis varias difficultates morales & theologicas enodantibus.[44]
- Clarissimi resolutissimique ac proinde doctissimi Doctoris Parisiensis Magistri Joannis a Celaia Valentini scripta, quam brevissima pariter et absolutissima adde etiam et omnium quae hactenus scripta sunt, facile clarissima in Quartum volumen Sententiarum, quae in Valentino Gymnasio die Jovis quarto decimo calendas Novembris statim a lucalibus ipsis inchoata sunt, anno a Christo nato 1525, quibusque iustissimus colophon additus est die martis ad octavum calendas octobreis anno 1526.[45]
- Clarissimi resolutissimique ac proinde doctissimi Doctoris Parisiensis Magistri Joannis a Celaia Valentini scripta, quam brevissima pariter et absolutissima adde etiam et omnium quae hactenus scripta sunt, facile clarissima in tertium volumen Sententiarum, quae in Valentino Gymnasio die veneris decimo kalendas Novembris statim a lucalibus ipsis inchoata sunt, anno a Christo nato 1526, quibusque iustissimus colophon additus est die mercuri ad quintum kalendas septembres anno 1527.[46]
- Clarissimi resolutissimique ac proinde doctissimi Doctoris Parisiensis Magistri Joannis a Celaia Valentini scripta, quam brevissima pariter et absolutissima adde etiam et omnium quae hactenus scripta sunt facile clarissima in Secundum volumen Sententiarum, quae in Valentino Gymnasio die lune decimo septimo kalendas Julii statim a lucalibus ipsis inchoata sunt, anno a Christo nato 1528, quibusque iustissimus colophon additus est die mercuri ad septimum kalendas marcii anno 1529.[47]
- Clarissimi resolutissimique ac proinde doctissimi Doctoris Parisiensis Magistri Joannis a Celaia Valentini scripta, quam brevissima pariter et absolutissima adde etiam et omnium quae hactenus scripta sunt facile clarissima in Primum volumen Sententiarum.[48]